# Бродецький заказник
Бродецький — гідрологічний заказник місцевого значення. Об'єкт розташований на території Катеринопільського району Черкаської області, село Бродецьке.
Площа — 39,3 га, статус отриманий у 1998 році.